# Bisbat de Bissau
El bisbat de Bissau (en llatí: Dioecesis Bissagensis) és una seu de l'Església catòlica immediatament subjecta a la Santa Seu, situada a l'estat africà de Guinea Bissau. El 2012 tenia 166.000 batejats sobre 1.055.000 habitants. L'actual bisbe és José Câmnate na Bissign.

## Territori
La diòcesi comprèn les següents regions de Guinea Bissau: Cacheu, Oio, Biombo i Bissau. La seu bisbal és la ciutat de Bissau, on es troba la catedral de Sé Catedral de Nossa Senhora da Candelária. El territori s'estén sobre 11.490 km² i se subdivideix en 26 parròquies.

## Història
La missió sui iuris de la Guinea Portuguesa fou erigida el 4 de setembre de 1940 amb la butlla Sollemnibus Conventionibus del papa Pius XII, prenent el territori del bisbat de Santiago de Cap Verd.
El 29 d'abril de 1955 la missió sui iuris fou elevada a prefectura apostòlica. L'1 de gener de 1975 assumí el nom de prefectura apostòlica de Guinea Bissau. El 21 de març de 1977 la prefectura apostòlica fou elevada a diòcesi amb la butlla Rerum catholicarum del papa Pau VI.
El gener de 1990 va rebre la visita pastoral del papa Joan Pau II. El 13 de març de 2001 va cedir una porció del seu territori a causa de l'erecció del bisbat de Bafatá.

## Cronologia de bisbes
- Giuseppe Ribeiro de Magalhaes, O.F.M. † (20 de juny de 1941 - 1953 mort)
- Martinho da Silva Carvalhosa, O.F.M. † (1953 - 1963 mort)
- João Ferreira, O.F.M. † (25 de gener de 1963 - 1965 mort)
- Amândio Domingues Neto, O.F.M. † (4 d'abril de 1966 - 1977 dimití)
- Settimio Arturo Ferrazzetta, O.F.M. † (21 de març de 1977 - 26 de gener de 1999 mort)
- José Câmnate na Bissign, des del 15 d'octubre 1999

## Estadístiques
La diòcesi a finals de l'any 2012 sobre una població de 1.055.000 persones tenia 166.000 batejats, corresponent al 15,7% del total.
| any  | població | població  | població | sacerdots | sacerdots       | sacerdots       | sacerdots             | diaques | religiosos | religiosos | parroquies |
| ---- | -------- | --------- | -------- | --------- | --------------- | --------------- | --------------------- | ------- | ---------- | ---------- | ---------- |
| any  | batejats | total     | %        | total     | clergat secular | clergat regular | batejats por sacerdot | diaques | homes      | dones      |            |
| 1950 | 8.139    | 359.124   | 2,3      | 18        | 1               | 17              | 452                   |         | 7          | 12         | 6          |
| 1970 | 29.007   | 559.560   | 5,2      | 28        |                 | 28              | 1.035                 |         | 38         | 23         | 15         |
| 1980 | 45.300   | 560.000   | 8,1      | 37        |                 | 37              | 1.224                 |         | 48         | 22         | 13         |
| 1990 | 66.000   | 969.000   | 6,8      | 52        | 2               | 50              | 1.269                 | 1       | 67         | 79         | 27         |
| 1999 | 135.252  | 1.040.400 | 13,0     | 65        | 13              | 52              | 2.080                 |         | 66         | 123        | 29         |
| 2000 | 138.000  | 1.060.800 | 13,0     | 67        | 12              | 55              | 2.059                 |         | 68         | 129        | 29         |
| 2001 | 105.000  | 650.000   | 16,2     | 50        | 9               | 41              | 2.100                 |         | 51         | 53         | 13         |
| 2002 | 110.600  | 1.082.000 | 10,2     | 68        | 10              | 58              | 1.626                 |         | 73         | 110        | 20         |
| 2003 | 120.000  | 1.200.000 | 10,0     | 66        | 12              | 54              | 1.818                 |         | 70         | 102        | 25         |
| 2004 | 89.000   | 810.000   | 11,0     | 55        | 7               | 48              | 1.618                 |         | 69         | 101        | 24         |
| 2006 | 95.000   | 845.000   | 11,2     | 60        | 11              | 49              | 1.583                 |         | 68         | 99         | 24         |
| 2007 | 95.000   | 827.000   | 11,4     | 62        | 9               | 53              | 1.532                 | 1       | 76         | 98         | 23         |
| 2012 | 166.000  | 1.055.000 | 15,7     | 83        | 18              | 65              | 2.000                 | 1       | 85         | 119        | 26         |